# Tomoru Honda
Tomoru Honda (本多灯?, Honda Tomoru; Yokohama, 31 dicembre 2001) è un nuotatore giapponese, vicecampione olimpico nei 200 m farfalla ai Giochi di Tokyo 2020.

## Palmarès
- Giochi olimpici

Tokyo 2020: argento nei 200m farfalla.
- Mondiali

Budapest 2022: bronzo nei 200m farfalla.
Fukuoka 2023: bronzo nei 200m farfalla.
Doha 2024: oro nei 200m farfalla.
- Giochi asiatici

Hangzhou 2023: oro nei 200m farfalla e nei 400m misti, bronzo nella 4x200m sl.
- Mondiali giovanili

Budapest 2019: argento nei 200m farfalla.